# Saison 7 de Clem
Chronologie
Saison 6 Saison 8
Cet article présente le guide des épisodes de la septième saison de la série télévisée française Clem.

## Distribution

### Acteurs principaux
- Lucie Lucas : Clémentine Boissier (ex Thévenet)
- Victoria Abril : Caroline Boissier puis Ferran (née Munoz)
- Léa Lopez : Salomé Boissier
- Jean Dell : Michel Brimont
- Carole Richert : Marie-France Brimont
- Alexandre de Faucher : Valentin Brimont puis Thévenet
- Élodie Fontan : Alyzée Bertier
- Kevin Elarbi : Hicham Berkaoui
- Philippe Lellouche : Xavier Ferran
- Benoît Michel : Jérôme Thévenet
- Rayane Bensetti : Dimitri Ferran
- Agustin Galiana : Adrian Moron
- Maeva Pasquali : Inès
- Yann Sundberg : Docteur Stéphane Minassian
- Stefan Godin : Max, père de Jérôme
- Raphaëlle Amar : Charlotte Minassian, fille de Stéphane
- Marie Arnaudy : Babeth, mère de Jérôme
- Annick Blancheteau : Solange
- Schemi Lauth : Christophe
- Florence Maury : Corinne
- Joyce Bibring : Marjorie, sœur de Jérôme
- Manon Bresch : Yasmine
- Renaud Roussel : Alex Giroin
- Schemci Lauth : Christophe
- Emma Obadia : Flavie
- Tatiana Gousseff : responsable institut
- Tess Boutmann : Ethel
- Thibault Duboucher : Hugo
- Victor Meutelet : Lucas
- Lucile Marquis : Alice
- Alexandra Gosset : l'infirmière
- Samuel Ourabah : Ben, petit-ami de Salomé
- Rodolfo De Souza : José, père de Caroline
- Jean-Damien Détouillon : pote Dimitri 1
- Catherine Davenier : Flo
- Emmanuel Ménard : le patron du restaurant
- Jacques Bouanich : patron pizzeria
- Jean-Yves Chilot : le médecin
- Cécile Becquerelle : Jaf
- Laurence Yayel : la coach
- Pablo Gallego : employé Giroin 1
- Laurent Le Doyen : le neurologue
- Stéphane Di Spirito : M. Bonneville
- Serge Requet-Barville : avocat de Jérôme
- Caroline Piette : Elodie
- Lorenzo Harani : employé Giroin 2
- Pierre Samuel : le banquier
- Roxane Potereau : la coloc de Christophe
- Husky Kihal : l'agent de police
- Romain Ogerau : prof de maths
- Alexandra Pic : la femme d'accueil de l'hôpital
- Mélanie Malhère : la pharmacienne
- Catherine Artigala : Mme Ramirez
- Cécile Ribault Caillol : professeur de Classe Salomé
- Caroline Mathieu : la gérante du magasin cosmétique
- Gwenaël Clause : tatoueur

## Épisodes

### Épisode 1:Dimi en danger - partie 1
- Suisse : 27 décembre 2016 sur RTS Un
- Belgique : 29 décembre 2016 sur La Une
- France : 2 janvier 2017 sur TF1

- France : 5,22 millions de téléspectateurs (19,6 % de parts de marché)[1]

thème = L'usage détourné de médicaments chez les jeunes étudiants, les études

### Épisode 2:Dimi en danger - partie 2
- Suisse : 27 décembre 2016 sur RTS Un
- Belgique : 29 décembre 2016 sur La Une
- France : 2 janvier 2017 sur TF1

- France : 4,62 millions de téléspectateurs (19,9 % de parts de marché)[1]

thème : l'arrêt des études, la recherche de l'orientation

### Épisode 3:Nous nous sommes tant aimés - partie 1
- Suisse : 3 janvier 2017 sur RTS Un
- Belgique : 5 janvier 2017 sur La Une
- France : 9 janvier 2017 sur TF1

- France : 5,14 millions de téléspectateurs (19,9 % de parts de marché)[2]

### Épisode 4:Nous nous sommes tant aimés - partie 2
- Suisse : 3 janvier 2017 sur RTS Un
- Belgique : 5 janvier 2017 sur La Une
- France : 9 janvier 2017 sur TF1

- France : 4,83 millions de téléspectateurs (21,7 % de parts de marché)[2]

### Épisode 5:¡ Hola papá!- partie 1
- Suisse : 10 janvier 2017 sur RTS Un
- Belgique : 12 janvier 2017 sur La Une
- France : 16 janvier 2017 sur TF1

- France : 5,65 millions de téléspectateurs (21,6 % de parts de marché)[3]

### Épisode 6:¡ Holà papà!- partie 2
- Suisse : 10 janvier 2017 sur RTS Un
- Belgique : 12 janvier 2017 sur La Une
- France : 16 janvier 2017 sur TF1

- France : 5,04 millions de téléspectateurs (23,1 % de parts de marché)[3]

### Épisode 7:Maman, où t'es? - partie 1
- Suisse : 17 janvier 2017 sur RTS Un
- Belgique : 19 janvier 2017 sur La Une
- France : 23 janvier 2017 sur TF1

- France : 5,2 millions de téléspectateurs (20,2 % de parts de marché)[4]

thème : le burn-out, le syndrome d'épuisement professionnel

### Épisode 8:Maman, où t'es? - partie 2
- Suisse : 17 janvier 2017 sur RTS Un
- Belgique : 19 janvier 2017 sur La Une
- France : 23 janvier 2017 sur TF1

- France : 4,8 millions de téléspectateurs (23,2 % de part de marché)[4]

### Épisode 9:Ma belle-mère s'appelle Clem!- partie 1
- Suisse : 24 janvier 2017 sur RTS Un
- Belgique : 26 janvier 2017 sur La Une
- France : 30 janvier 2017 sur TF1

- France : 5,04 millions de téléspectateurs (19,5 % de parts de marché)[5]

### Épisode 10:Ma belle-mère s'appelle Clem!- partie 2
- Suisse : 24 janvier 2017 sur RTS Un
- Belgique : 26 janvier 2017 sur La Une
- France : 30 janvier 2017 sur TF1

- France : 4,84 millions de téléspectateurs (23.7 % de parts de marché)[5]

thème : la boulimie